# 徳島県看護会館
徳島県看護会館（とくしまけんかんごかいかん）は、徳島県徳島市北田宮にある社団法人徳島県看護協会が運営する看護に関する施設。別名「徳島県ナースセンター」。
隣接して徳島歯科学院専門学校と徳島県教育会館がある。

## 沿革
- 1980年（昭和55年） - 社団法人徳島県看護協会として県知事より認可。
- 1987年（昭和62年） - 看護会館竣工、落成。
- 1993年（平成5年） - 徳島県ナースセンター開設。
- 2008年（平成20年） - 研修棟竣工。

## アクセス
- 徳島市営バス「吉野川橋行・川内支所前行・富吉団地」行（前川経由）「吉野本町6丁目」下車、徒歩6分。
- 徳島市営バス「島田石橋行」行「東田宮」下車、徒歩8分。
- JR徳島駅より車で10分。